# Гришагин, Аверкий Леонидович
Аверкий Леонидович Гришагин (1924—1996) — генерал-лейтенант Советской Армии.

## Биография

Могила Гришагина на Восточном кладбище Минска.

Аверкий Гришагин родился 21 марта 1924 года в селе Щедровка (ныне — Нижегородская область). В 1942 году он окончил десять классов школы. В августе того же года Гришагин был призван на службу в Рабоче-крестьянскую Красную Армию. Участвовал в боях Великой Отечественной войны, два раза был ранен.
После окончания войны Гришагин продолжил службу в Советской Армии. Окончил Саратовское танковое училище и Военную академию бронетанковых и механизированных войск. Участвовал в подавлении Венгерского восстания 1956 года. В 1970—1974 годах Гришагин был командиром 30-й гвардейской мотострелковой дивизии. В 1980-е годы он служил начальником штаба Гражданской обороны Белорусской ССР. Умер 21 мая 1996 года, похоронен на Восточном кладбище Минска.
Был награждён орденами Красного Знамени, Отечественной войны 1-й степени, двумя орденами Красной Звезды, орденом Трудового Красного Знамени, орденами «За службу Родине в Вооруженных Силах СССР» 2-й и 3-й степеней, рядом медалей. Зачислен почётным солдатом Центра мобильных средств связи внутренних войск МВД Белоруссии.